# Music Moves Europe Awards
Die Music Moves Europe Awards (MME Awards) sind ein Musikpreis für populäre und zeitgenössische Musik, dessen Verleihung von der EU-Kommission initiiert wurde.

## Allgemeines
Der Music Moves Europe Award, der bis 2021 Music Moves Europe Talent Award hieß, löste 2019 den European Border Breakers Award ab. Wie die seines Vorgängers wurde seine Verleihung von der EU-Kommission initiiert. Der Fokus des Preises liegt auf populärer und zeitgenössischer Musik. Dabei sollen besonders neue und aufstrebende Musiker unterstützt werden. Verliehen wird der Preis im Rahmen des niederländischen Showcasefestivals Eurosonic Noorderslag in Groningen, die Nominierten der Erstausgabe wurden vorher auf dem Reeperbahn Festival bekannt gegeben.
Als Kriterien zur Auswahl der Nominierten herangezogen wird unter anderem das Abschneiden in den vorher als European Border Breakers Charts verbreiteten Charts, Streamingabrufe, Ergebnisse des European Talent Exchange Programme sowie Empfehlungen von Exportbüros und Partnern.
Neben der Möglichkeit bei Eurosonic Noorderslag aufzutreten, erhalten die Gewinner ein individuelles Förderprogramm sowie finanzielle Unterstützung für Tourneen und Promotion.
Die Finanzierung des Preises erfolgt durch das Programm Creative Europe der EU. Außerdem wird er durch die Stadt Groningen und das niederländische Ministerium für Erziehung, Kultur und Wissenschaft unterstützt. Zusätzlich zu den Festivals Eurosonic Noorderslag und Reeperbahn Festival wurde die 2019 ausgerichtete Preisverleihung präsentiert von dem Festivalverband Yourope, der European Broadcasting Union, dem Indieverband IMPALA, dem International Music Managers Forum, Liveeurope, Live DMA, European Music Exporters Exchange und Digital Music Europe.

## Gewinner

### 2019
| Genre             | Musiker          | Land                   |
| ----------------- | ---------------- | ---------------------- |
| Pop               | Bishop Briggs    | Vereinigtes Königreich |
| Pop               | Lxandra          | Finnland               |
| Rock              | Pale Waves       | Vereinigtes Königreich |
| Rock              | Pip Blom         | Niederlande            |
| Electronic        | Smerz            | Norwegen               |
| Electronic        | Stelartronic     | Österreich             |
| RnB/Urban         | Rosalía          | Spanien                |
| RnB/Urban         | Aya Nakamura     | Frankreich             |
| Hip-Hop/Rap       | Blackwave        | Belgien                |
| Hip-Hop/Rap       | Reykjavíkurdætur | Island                 |
| Singer-Songwriter | Avec             | Österreich             |
| Singer-Songwriter | Albin Lee Meldau | Schweden               |

### 2020
- Meduza (IT)
- Girl in Red (NO)
- Naaz (NL)
- Anna Leone (SE)
- Pongo (PT)
- Harmed (HU)
- 5K HD (AT)
- Flohio (UK)

Publikumspreis: Naaz (NL)

### 2021
- Alyona Alyona (UA)
- Inhaler (IE)
- Julia Bardo (IT)
- Lous and the Yakuza (BE)
- Melenas (ES)
- Rimon (NL)
- Sassy 009 (NO)
- Vildá (FI)

Publikumspreis: Alyona Alyona (UA)

### 2022
Hauptpreis: Meskerem Mees (BE)
Weitere Gewinner:
- Mezerg (FR)
- Alina Pash (UA)
- Denise Chaila (IE)
- Deva (HU)
- Blanks (NL)

Publikumspreis: Ladaniva (AM)

### 2023
Hauptpreis: Sans Soucis (IT)
Weitere Gewinner:
- Schmyt (DE)
- July Jones (SI)
- Oska (AT)
- Kids Return (FR)
- Queralt Lahoz (ES)

Publikumspreis: Jerry Heil (UA)

### 2024
Hauptpreis: Zaho de Sagazan (FR)
Weitere Gewinner:
- Yunè Pinku (IE)
- Bulgarian Cartrader (BG)
- Giift (DK)
- freekind. (SI)
- Ralphie Choo (ES)

Publikumspreis: Zaho de Sagazan (FR)